# De syv søstrene
De syv søstrene (de sju systrarna) eller Knivsflåfossen är en serie  vattenfall med en högsta fallhöjd på omkring 300 meter i 
Stranda kommun i Møre og Romsdal fylke i Norge.
Vattenfallet, som mynnar ut i Geirangerfjorden, har fått sitt namn för att det ser ut som håret på sju kvinnor. Mittemot ligger den flaskformade Skageflåfossen som också kallas Friaren. Han sägs vara olycklig och har tagit till flaskan i väntan på ett svar från systrarna.

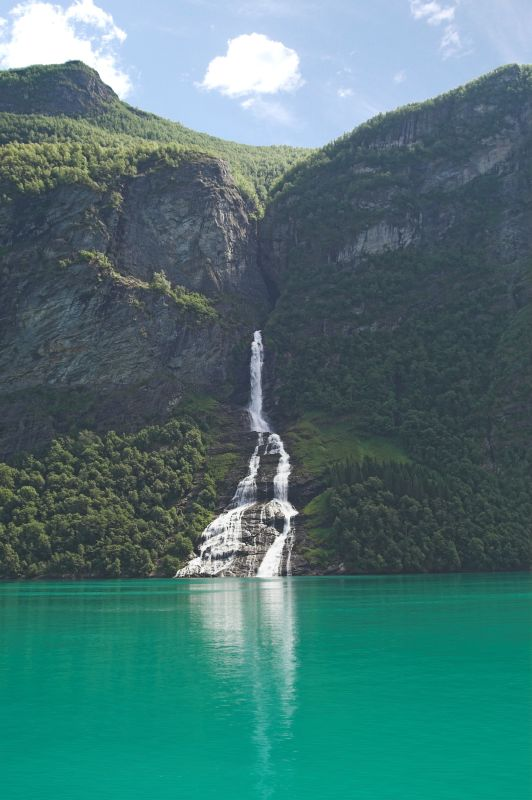
Friaren.

De syv søstrene fick sitt namn på 1880-talet när utländska turister började komma dit eftersom Knivsflåfossen var svårt för dem att säga.
För att det skall rinna vatten i alla delar av vattenfallet rensas tillflödena varje år före  turistsäsongen. Vattenflödet är som störst under snösmältningen i början på juni. Glaciärerna minskar på grund av den globala uppvärmningen så vattenfallet riskerar att delvis torka ut.
De tre søstrene ligger 6,5 kilometer väster om samhället Geiranger och ingår i världsarvet västnorska fjordar. 